# 熊野大社
熊野大社（くまのたいしゃ）は、島根県松江市八雲町熊野にある神社。式内社（名神大社）、出雲国一宮。旧社格は国幣大社で、現在は神社本庁の別表神社。神紋は「一重亀甲に「大」の文字」。

## 概要
火の発祥の神社として「日本火出初之社」（ひのもとひでぞめのやしろ）とも呼ばれ、出雲大社と共に出雲国一宮である。出雲国造本来の奉斎社であり、意宇六社の一つに数えられている。
紀伊国の熊野三山（熊野国造奉斎社）も有名だが、熊野大社から紀伊国に勧請されたという説と、全くの別系統とする説がある。社伝では熊野村の住人が紀伊国に移住したときに分霊を勧請したのが熊野本宮大社の元であるとしている。
和歌山県御坊市の熊野神社の伝記には「往古出雲民族が紀伊に植民する際にその祖神の分霊を出雲の熊野より紀伊の新熊野に勧請する途中、「当地に熊野神が一時留まりませる」ということが社由緒」となっている。

## 祭神
祭神は次の1柱。
- 伊邪那伎日真名子 加夫呂伎熊野大神 櫛御気野命

祭神名の「伊邪那伎日真名子（いざなぎのひまなご）」は「イザナギが可愛がる御子」の意、「加夫呂伎（かぶろぎ）」は「神聖な祖神」の意としている。「熊野大神（くまののおおかみ）」は鎮座地名・社名に大神をつけたものであり、実際の神名は「櫛御気野命（くしみけぬのみこと）」ということになる。「クシ」は「奇」、「ミケ」は「御食」の意で、食物神と解する説が通説である。
これは『出雲国造神賀詞』(716年)に出てくる神名を採用したものであり、『出雲国風土記』(733年)には「伊弉奈枳乃麻奈子坐熊野加武呂乃命（いざなぎのまなご くまのにます かむろのみこと）」とある。
現在では、この名は素戔嗚尊の別名であるとする。第84代出雲国造である千家尊祐はこの古典解釈に否定的であり、「祭神はどこまでも熊野の大神であり、その御名をクシミケヌノミコトというとおり、穀物霊であったのである。」と語っている。民俗学者の谷川健一は、平安初期に現実の政治権力を完全に剥奪された出雲国造が、その宗教的権威を高めるために、櫛御気野命をスサノオに習合させたと推察している。 
806年から906年の間に成立したとされる『先代旧事本紀』「神代本紀」にも「出雲国熊野に坐す建速素盞嗚尊」とあり、少なくとも平安初期にはすでに櫛御気野命が素戔嗚尊とは同一神と考えられていたことがわかる。明治に入り、祭神名を「神祖熊野大神櫛御気野命」としたが、復古主義に基づいて神名の唱え方を伝統的な形式に戻したまでのことで、この段階では素戔嗚尊とは別の神と認定したわけではない。後の神社明細帳でも「須佐之男命、またの御名を神祖熊野大神櫛御気野命」とあり、同一神という伝承に忠実なことでは一貫している。

## 歴史

### 概史
| 年     | 熊野神                     | 杵築神                     |
| ------ | -------------------------- | -------------------------- |
| 851年  | 従三位                     | 従三位                     |
| 859年  | 従三位 →正三位             | 従三位勲八等 →正三位勲八等 |
| 859年  | 正三位勲七等 →従二位勲七等 | 正三位勲八等 →従二位勲八等 |
| 867年  | 従二位勲七等 →正二位勲七等 | 従二位勲八等 →正二位勲八等 |
| 神名帳 | 名神大                     | 名神大                     |

国史では、「熊野神（熊野大神/熊野坐神）」の神階が仁寿元年（851年）に従三位、天安3年（859年）1月に正三位、貞観元年（859年）5月に従二位勲七等、貞観9年に正二位勲七等にそれぞれ昇叙された旨が記されている。
延長5年（927年）成立の『延喜式』神名帳では出雲国意宇郡に「熊野坐神社 名神大」と記載され、名神大社に列している。
中世には熊野信仰の影響を受けて「上の宮（熊野三社）」と「下の宮（伊勢宮）」に分かれた（上の宮は明治の神社合祀で下の宮に統合された）。
近代社格制度のもとで神社名を「熊野神社」として1871年に国幣中社に列格した。1916年に国幣大社に昇格した。1977年に上古の名前を回復する形で現在の熊野大社と改称した。

### 神階
- 仁寿元年（851年）9月16日、従三位 （『日本文徳天皇実録』） - 表記は「熊野大神」。
- 天安3年（859年）1月27日、従三位から正三位 （『日本三代実録』） - 表記は「熊野神」。
- 貞観元年（859年）5月28日、正三位勲七等から従二位勲七等 （『日本三代実録』） - 表記は「熊野坐神」。
- 貞観9年（867年）4月8日、従二位勲七等から正二位勲七等 （『日本三代実録』） - 表記は「熊野神」。

## 境内
- 本殿 - 大社造。現在のものは昭和23年（1948年）造営。
- 鑽火殿 - 鑽火祭の舞台となる。大正4年（1915年）造営。
- 舞殿 - もともと拝殿だった建物を昭和53年（1978年）に移築したもの。

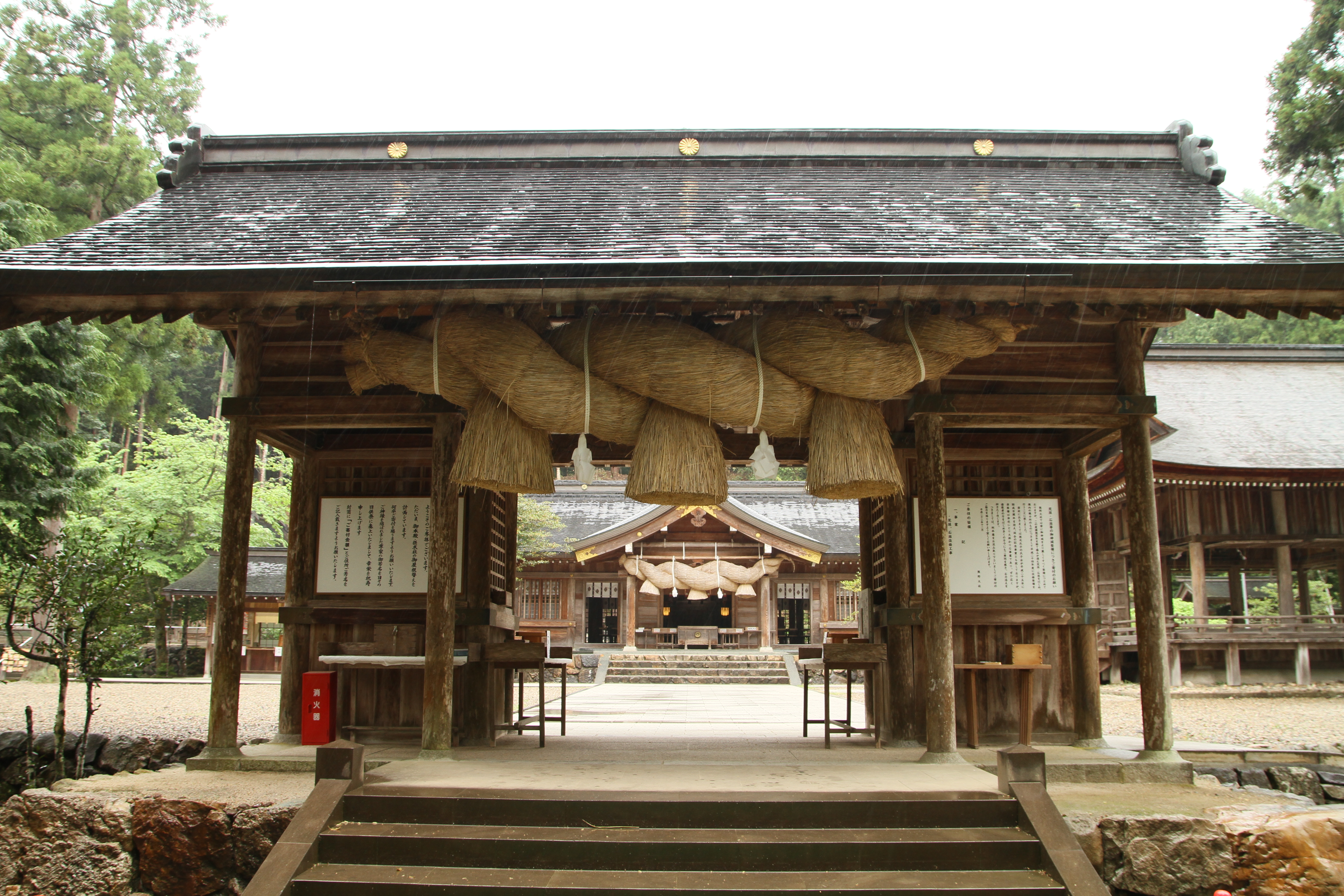
随神門
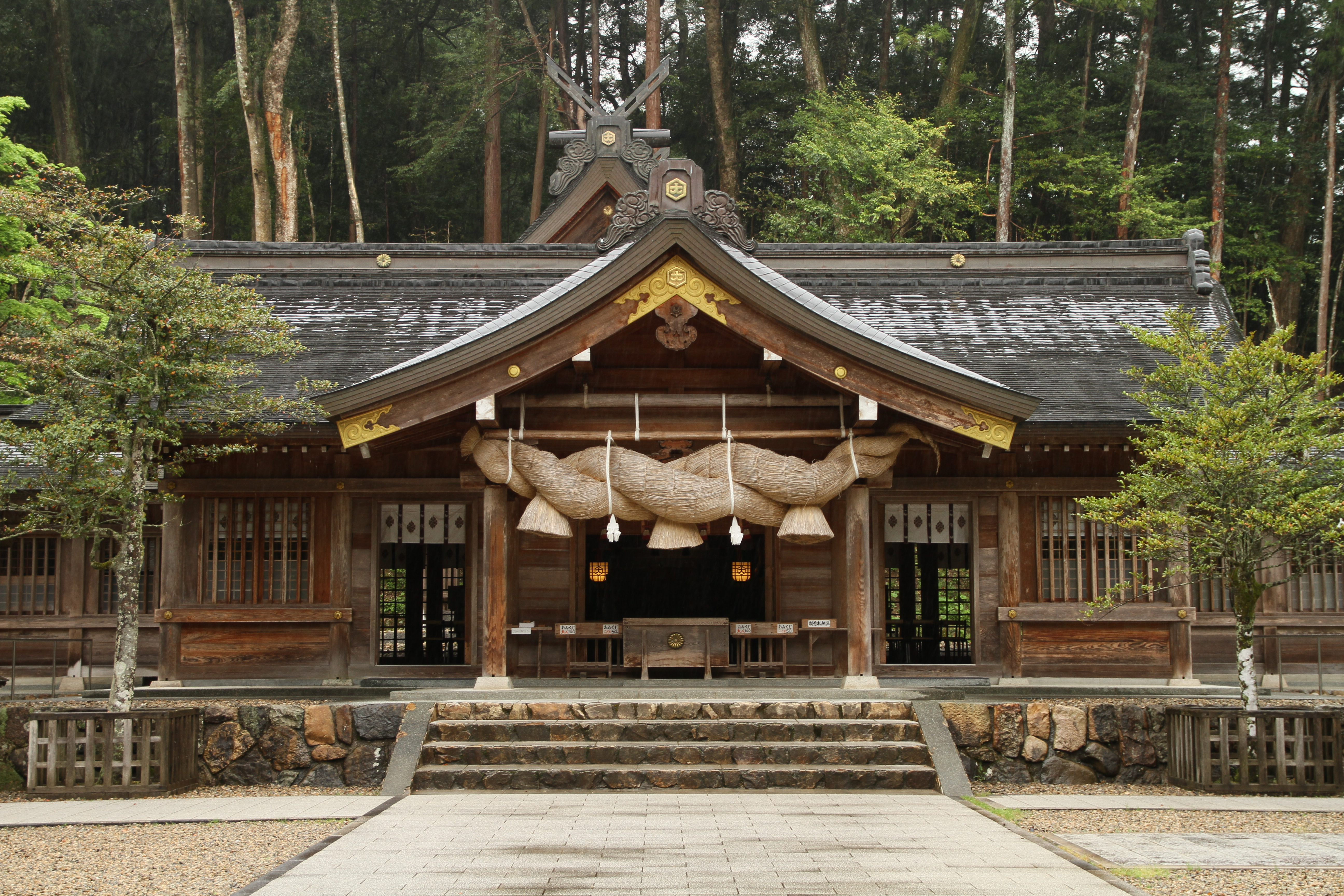
拝殿
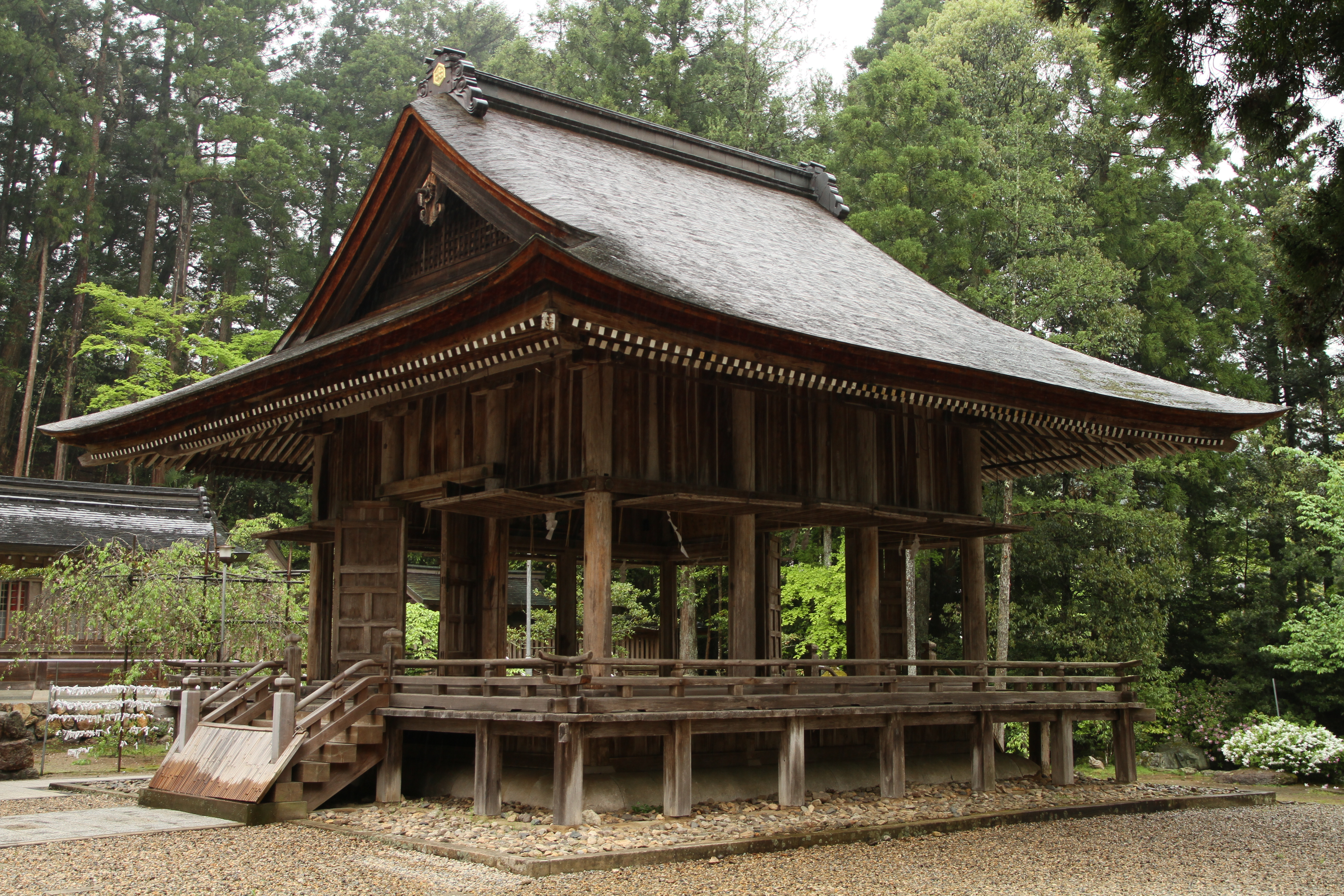
舞殿
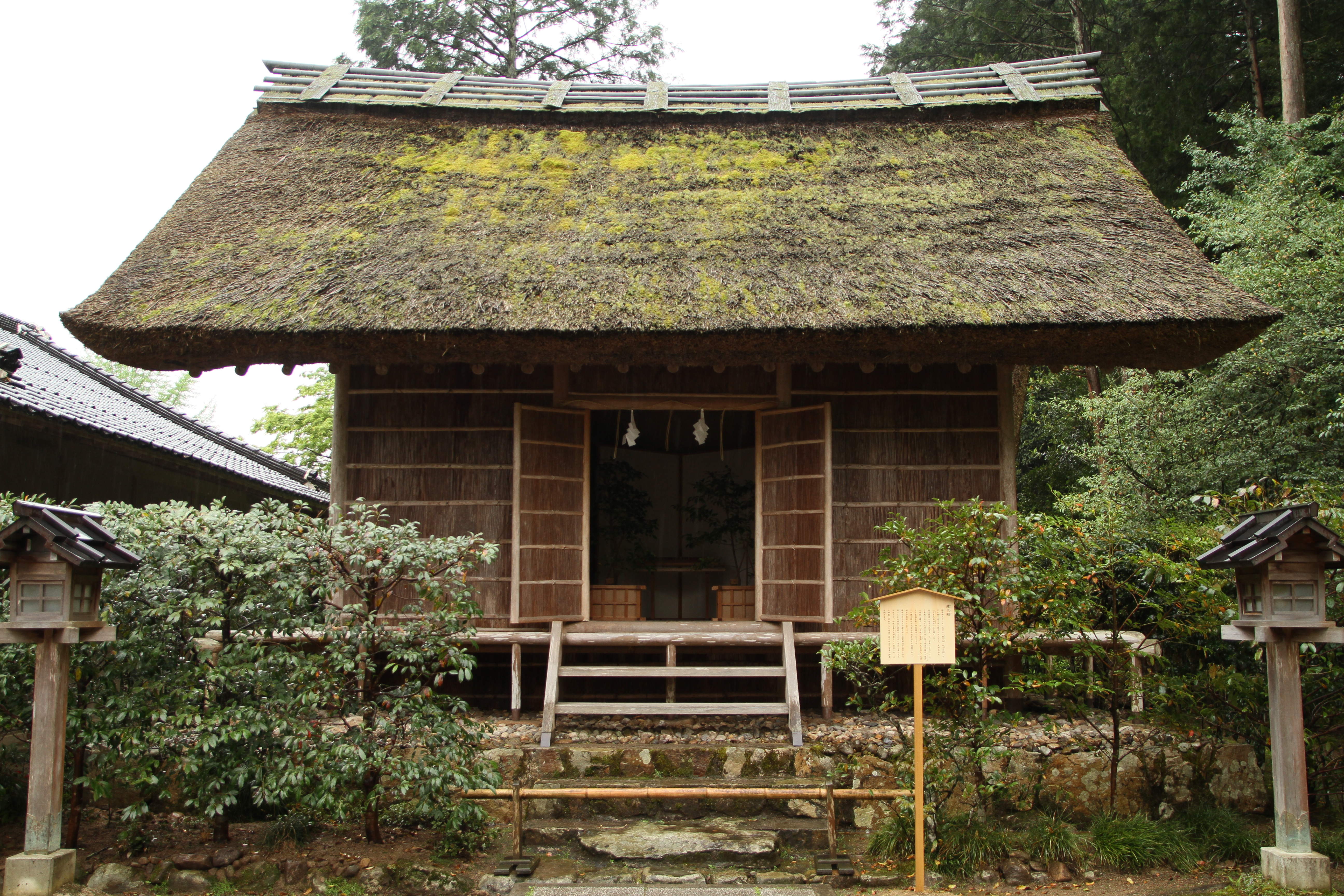
鑽火殿

## 摂末社
- 稲田神社 - 祭神：櫛名田比売命、足名椎命、手名椎命ほか6社合祀。
- 伊邪那美神社 - 祭神：伊邪那美命他十九社合祀。元々は上の宮の社殿。
- 荒神社
- 稲荷神社

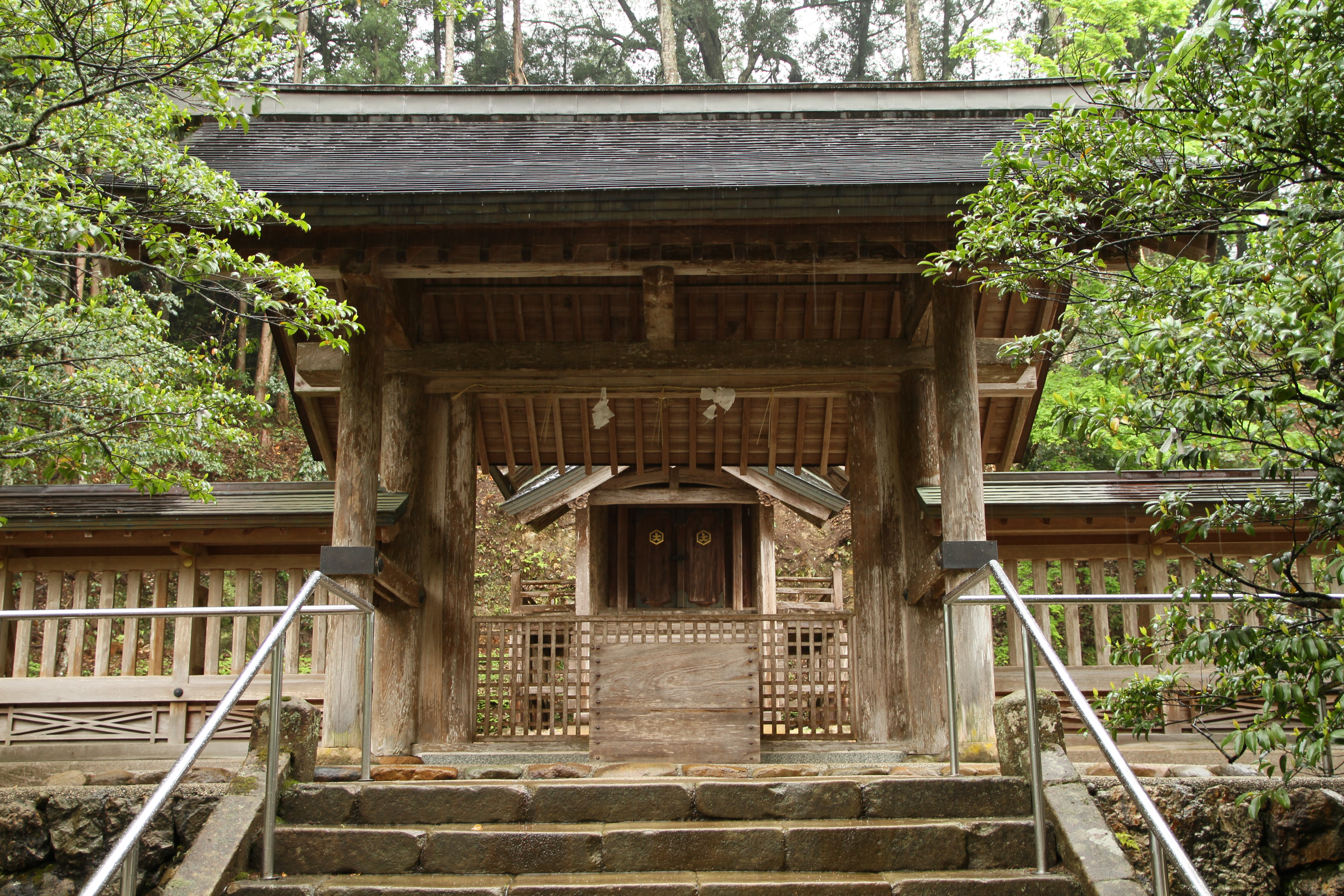
伊邪那美神社

## 主な祭事
- 2月3日 - 節分祭
- 3月下旬 - 立春立志祭
- 4月13日 - 御櫛祭
- 4月29日 - 長寿祭
- 5月第4日曜日 - 元宮祭
- 6月30日 - 大祓・夏越祭
- 10月14日 - 例大祭
- 10月15日 - 鑽火祭

## 文化財

### 島根県指定文化財
- 有形文化財
  - 紙本墨書熊野神社文書 4巻（41通）1冊1枚（古文書）
戦国時代から明治にかけての文書。松江歴史館に寄託。昭和49年12月27日指定[2]。

### 松江市指定文化財
- 有形文化財
  - 栄螺形兜（長曽祢三右衛門利光作）（工芸品）
江戸時代、寛永20年（1643年）の作。県立古代出雲歴史博物館に寄託。昭和61年3月31日指定[3]。
  - 和鏡 7面（工芸品）
鎌倉時代から室町時代の作。八雲町内で出土または伝世されたもの。県立古代出雲歴史博物館に寄託。昭和61年3月31日指定[3]。
  - 熊野銅鐸（考古資料）
弥生時代の銅鐸。県立八雲立つ風土記の丘に寄託。平成13年3月30日指定[3]。

## 現地情報
所在地
- 島根県松江市八雲町熊野2451番

交通アクセス
- 松江駅（JR西日本山陰本線）4番のりばから、一畑バス八雲車庫行きで23分、「八雲車庫」バス停で八雲コミュニティバス（熊野行き）に乗り換え16分、「熊野大社前」バス停下車

## 関連図書
- 白井永二・土岐昌訓編集『神社辞典』東京堂出版、1979年、129頁